# Czyrwony Majak (rejon homelski)
Czyrwony Majak (biał. Чырвоны Маяк; ros. Красный Маяк, Krasnyj Majak) – osiedle na Białorusi, w obwodzie homelskim, w rejonie homelskim, w sielsowiecie Uryckaje.